# Марсе, Джейн
Джейн Марсе (до замужества Халдиманд; англ. Jane Marcet; (1.01.1769—28.06.1858) — британский химик, экономист, автор учебника по химии «Беседы о химии, в которых основы этой науки доступно представлены и иллюстрированы экспериментами» (1805), по политэкономии «Беседы о политической экономии» (1817).

## Биография
Джейн родилась в 1769 году в Лондоне в семье швейцарского коммерсанта и банкира Энтони Фрэнсиса Халдиманда (1740/41—1817). Она была самой старшей из двенадцати детей. Её учили танцам, музыке и рисованию. Занималась вместе со своими младшими братьями математикой, латынью, а затем философией и естественными науками: физикой, химией, биологией. Их учили лучшие лондонские преподаватели. Мать Джейн Пикерсгиль (—1785) умерла при рождении ребёнка, Джейн пришлось заниматься домохозяйством. 
В 1795 году познакомилась в Лондоне и в 1799 году вышла замуж за врача-медика Александра Марсе, который обучался химии в Эдинбургском университете. У них было четверо детей, двое мальчиков, один из которых Франсуа Марсе (1803—1883), стал известным физиком, а другой умер в возрасте 13 лет; двое дочек.
С осени 1802 года Джейн стала регулярно посещать лекции по химии в Королевском институте, которые читал химик и физик Гемфри Дэви.
Джейн умерла в возрасте 89 лет в доме своей дочери в Лондоне.

## Вклад в науку
Учебник по химии
В конце 1802 году Джейн решила написать книгу по химии для школьников, взяв за основу те лекции, которые Александр ранее прочел для Джейн, и она приступила к работе. В начале 1804 года рукопись была готова, а в 1805 году книга лаы Джейн Марсе написала вводный учебник по химии в стиле бесед, сопровождаемых экспериментальной работой - ≪Беседы о химии, в которых основы этой науки доступно представлены и иллюстрированы экспериментами≫ (1806). В предисловии было указано: «Естественно заключить, что привычная беседа наиболее полезный вспомогательный источник сведений в таком учебном процессе, особенно для женщин, чье образование редко рассчитано на восприятие абстрактных идей или научного языка. При написании этих страниц автора неоднократно останавливало предчувствие, что такая попытка может быть воспринята некоторыми либо как неподобающая обычным занятиям женщины, либо как мало оправданная ее собственным несовершенным знанием предмета». Этот учебник выдержал в 1805—1853 годах 16 изданий в Великобритании, 15 изданий в США и 3 издания во Франции. В США к 1853 году было продано свыше 160 000 экземпляров книг. 
Три правдоподобных персонажа в форме беседы между миссис Б. (Брайант) и студентками серьезной и прилежной Эмилией и «не имеющей расположения к химии и не ожидающий найти в ней много занимательного» Каролиной делали материал книги гораздо более интересным, чем обычный учебник. В каждом следующем издании учебник включал в себя сведения о новых открытиях того времени. Так, в учебник вошло то, что Гемфри Дэви получил щелочные металлы еще до того, как это открытие получило всеобщее признание. В 1841 году она написала Майклу Фарадею, спрашивая разрешения включить в очередное издание своей книги его последние открытия по электричеству. В то время именно чтение «Бесед о химии» пробудило интерес к химии у Фарадея, когда он еще был учеником переплетчика.
Джейн Марсе написала целую серию подобных учебников, а также несколько книг для детей: «Беседы о философии естествознания», «Беседы о физиологии растений» и «Беседы о политической экономии», каждая из которых выдержала ряд изданий.
Учебник по политэкономии
Джейн Марсе в 1817 году опубликовала «Беседы о политической экономии», которые также имели успех. Дж. Кейнс в своей работе 1926 года отметил, что учебники миссис Марсе закрепили понятие laissez-faire в сознании людей в качестве практического вывода ортодоксальной политической экономии.

### Переводы на русский язык
- Марсет, Джен Беседы о физике, в которых объясняются первые начала сей науки : Пер. с англ. : Для воспитывающихся в Мор. кадет. корп. — СПб.: тип. Имп. Акад. наук, 1829. — 320 с.
- Марсет, Джен Разговоры о природе : Пер. с англ. с 10 изд. — М.: тип. Лазаревых ин-та вост. яз., 1832. — 132 с.